# Carro di Tespi
Carro di Tespi (italienisch für Thespiskarren) war der Name zweier italienischer Freilicht-Tourneetheater in den dreißiger Jahren.
Der italienische Architekt und Bühnenbildner Antonio Valente schuf 1929 für die erste Kompanie Carro di Tespi drammatico eine erste vollständig gerahmte Illusionsbühne mit Rundhorizont, sie wurde von Ort zu Ort gefahren und auf großflächigen Plätzen mitsamt Zuschauertribüne errichtet. Sie wurde 1929 am Monte Pincio in Rom mit einer Aufführung der Tragödie Oreste von Vittorio Alfieri eingeweiht und bespielte in den Folgejahren Rom und das südliche Italien. 1938 konstruierte Valente eine zweite Wanderbühne für die Schauspielkompanie.
Für den Carro di Tespi spielten einige berühmte italienische Schauspieler, so z. B. Paola Borboni (1937 in Quella von Cesare Giulio Viola und Il pozzo von Corra e Achille).
Dem ersten Exemplar folgte 1930 eine Reise-Bühne für Opernaufführungen der Kompanie Carro di Tespi lirico. Die erste Opernpremiere war eine von Pietro Mascagni dirigierte Produktion von Puccinis La Bohème 1930 in Torre del Lago (heute Stadtteil von Viareggio). Die Operntruppe wurde bald sehr erfolgreich und spielte auch auf Tourneen in Belgien, Albanien, Dalmatien und Südamerika.
Der Zweite Weltkrieg beendete offensichtlich das Wirken der ursprünglichen Kompanien. Doch bis in die Gegenwart ist der Begriff Carro di Tespi in Italien ein Synonym für Reise-Theater. Eine der Kompanien, die nach dem Krieg nach seinem Vorbild gegründet wurden, war das Teatro Popolare Itinerante des italienischen Schauspielers Vittorio Gassman. Seit 2001 gibt es in Turin die Kompanie Il Nuovo Carro di Tespi, die Opern im Sinne des Vorgängers produziert.